# Songkhla (provins)
Songkhla er en provins i Thailand. Hovedstad i provinsen er Songkhla.
Indbyggertallet er 1.343.954 (per 2009).
Byen som har højest indbyggertall i provinsen er Hat Yai.
7°12′19″N 100°35′49″Ø / 7.2052777777778°N 100.59694444444°Ø